# مورآباد
مورآباد روستایی در استان قزوین شهرستان آبیک بخش بشاریات غربی کیلومتر ۳ جاده خاکعلی به کارخانه قند قرار دارد. این روستا دارای آب و هوایی گرم است. شغل اصلی مردم این روستا کشاورزی و دامپروری می‌باشد. در این روستا یک مدرسه وجود دارد و بچه‌های این روستا فقط می‌توانند دوران ابتدایی را فرا بگیرند و پس از آن برای تحصیل مجبورند به روستاهای همجوار مانند خاکعلی بروند. این روستا دارای یک امامزاده است و سالانه میزبان صدها نفر از عزاداران و زائران در محرم می‌باشد. در این روستا فرهنگ زیبای نوع دوستی دایر است و مردم مهربان این روستا خیرین گرانقدری هستند که از کمک ب همنوع و نهادهای حمایتی خوشحال می‌شوند. در این روستا مراسم ازدواج طبق آداب و رسوم خاصی برگزار می‌شود که زیبایی این مجلس را دوچندان می‌کند. متاسفانه در این روستا هیچ بازیگاهی برای کودکان وجود ندارد و این امر، همت و پشتکار مسئولین را می‌طلبد تا در اسرع وقت یک بازیگاه کوچک برای کودکان این روستا دایر کنند. زبان بومی این روستا ترکی می‌باشد.
نبود امکانات لازم برای تفریح، شغل، آموزش، خدمات، نبود اینترنت، آنتن تلفن همراه و محدودیت‌های دیگر باعث کوچ شمار زیادی از ساکنان روستای مورآباد به شهرهای اطراف شده است.

## جمعیت
این روستا در دهستان بشاریات غربی قرار دارد و براساس سرشماری مرکز آمار ایران در سال ۱۳۸۵، جمعیت آن ۶۱۵ نفر (۱۴۶خانوار) بوده است.